# 4449 Собінов
4449 Собінов (4449 Sobinov) — астероїд головного поясу, відкритий 3 вересня 1987 року.
Тіссеранів параметр щодо Юпітера — 3,198.